# Escrime aux Jeux olympiques d'été de 1992
Navigation
Séoul 1988 Atlanta 1996
Cette page présente les résultats des compétitions d'escrime aux Jeux olympiques d'été de 1992.
Huit épreuves, six masculines et deux féminines, ont lieu. L'Allemagne, l'Italie et la France remportent chacune deux médailles d'or. Après la chute de l'URSS, les athlètes des républiques soviétiques concourent sous bannière olympique.

## Résultats

### Podiums masculins
| Épreuves                                | Or | Argent                                                                              | Bronze |
| --------------------------------------- | --- | ----------------------------------------------------------------------------------- | --- |
| Épée individuelle résultats détaillés   | Éric Srecki | Pavel Kolobkov                                                                      | Jean-Michel Henry |
| Épée par équipes résultats détaillés    | Allemagne Elmar Borrmann Robert Felisiak Arnd Schmitt Uwe Proske Wladimir Resnitschenko                            | Hongrie Iván Kovács Krisztian Kulcsar Ferenc Hegedűs Ernő Kolczonay Gábor Totola    | Équipe unifiée de l’ex-URSS Pavel Kolobkov Andrei Chouvalov Sergueï Kravtchouk Sergueï Kostarev Valeriy Zakharevitch |
| Fleuret individuel résultats détaillés  | Philippe Omnès | Serhiy Holubytskyy                                                                  | Elvis Gregory |
| Fleuret par équipes résultats détaillés | Allemagne Udo Wagner Ulrich Schreck Thorsten Weidner Alexander Koch Ingo Weissenborn                               | Cuba Elvis Gregory Guillermo Betancourt Oscar García Tulio Díaz Hermenegildo García | Pologne Marian Sypniewski Piotr Kiełpikowski Adam Krzesiński Cezary Siess Ryszard Sobczak                            |
| Sabre individuel résultats détaillés    | Bence Szabó | Marco Marin                                                                         | Jean-François Lamour                                                                                                 |
| Sabre par équipes résultats détaillés   | Équipe unifiée de l’ex-URSS Grigori Kirienko Aleksandr Shirshov Heorhiy Pohosov Vadym Gutzeit Stanislav Pozdniakov | Hongrie Bence Szabo Csaba Köves György Nébald Péter Abay Imre Bujdosó               | France Jean-François Lamour Jean-Philippe Daurelle Franck Ducheix Hervé Granger-Veyron Pierre Guichot                |

### Podiums féminins
| Épreuves                                | Or | Argent                                                                                           | Bronze                                                                                     |
| --------------------------------------- | --- | ------------------------------------------------------------------------------------------------ | ------------------------------------------------------------------------------------------ |
| Fleuret individuel résultats détaillés  | Giovanna Trillini                                                                                         | Wang Huifeng                                                                                     | Tatyana Sadovskaya                                                                         |
| Fleuret par équipes résultats détaillés | Italie Giovanna Trillini Margherita Zalaffi Francesca Bortolozzi Borella Diana Bianchedi Dorina Vaccaroni | Allemagne Sabine Bau Zita Funkenhauser Annette Dobmeier Anja Fichtel-Mauritz Monika Weber-Koszto | Roumanie Reka Szabo-Lazar Claudia Grigorescu Elisabeta Tufan Laura Badea Roxana Dumitrescu |

## Tableau des médailles
| Rang  | Nation                      | Or | Argent | Bronze | Total |
| ----- | --------------------------- | -- | ------ | ------ | ----- |
| 1     | Allemagne                   | 2  | 1      | 0      | 3     |
| 1     | Italie                      | 2  | 1      | 0      | 3     |
| 3     | France                      | 2  | 0      | 3      | 5     |
| 4     | Équipe unifiée de l’ex-URSS | 1  | 2      | 2      | 5     |
| 5     | Hongrie                     | 1  | 2      | 0      | 3     |
| 6     | Cuba                        | 0  | 1      | 1      | 2     |
| 7     | Chine                       | 0  | 1      | 0      | 1     |
| 8     | Pologne                     | 0  | 0      | 1      | 1     |
| 8     | Roumanie                    | 0  | 0      | 1      | 1     |
| Total | Total                       | 8  | 8      | 8      | 24    |